# Kestratherina esox
Kestratherina esox és una espècie de peix pertanyent a la família dels aterínids.

## Descripció
- Pot arribar a fer 15 cm de llargària màxima.[6][7]

## Hàbitat
És un peix d'aigua marina i salabrosa, pelàgic-nerític i de clima temperat (32°S-40°S).

## Distribució geogràfica
Es troba a l'Índic oriental: és un endemisme del sud d'Austràlia.

## Observacions
És inofensiu per als humans.